# Friedrich Herrlein

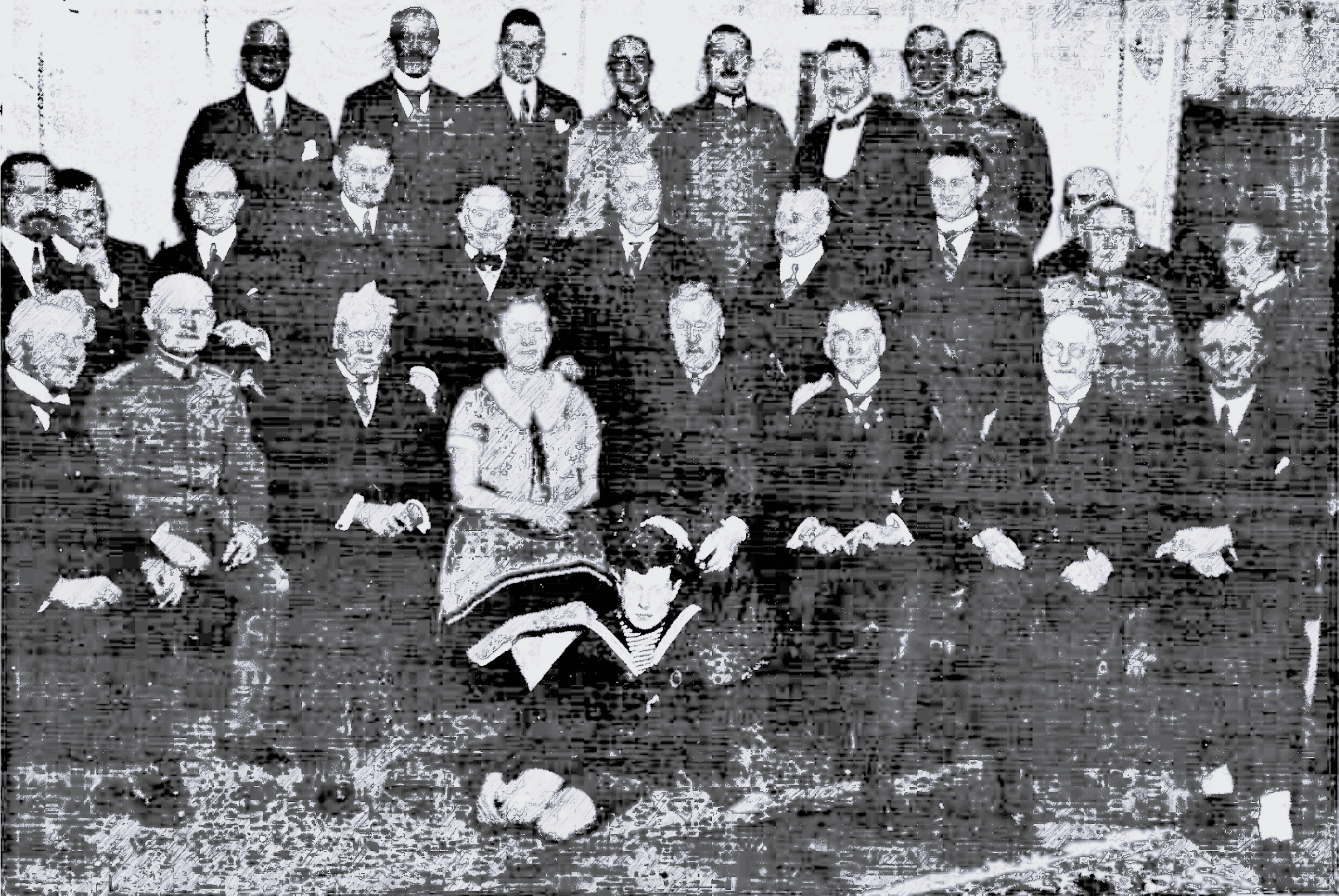
Empfang Eckners 1925 in Lübeck. Obere Reihe ganz rechts

Friedrich Herrlein (* 27. April 1889 in Ehrenbreitstein; † 28. Juli 1974 in Gießen) war ein deutscher General der Infanterie aus der Malerfamilie Herrlein.

## Leben

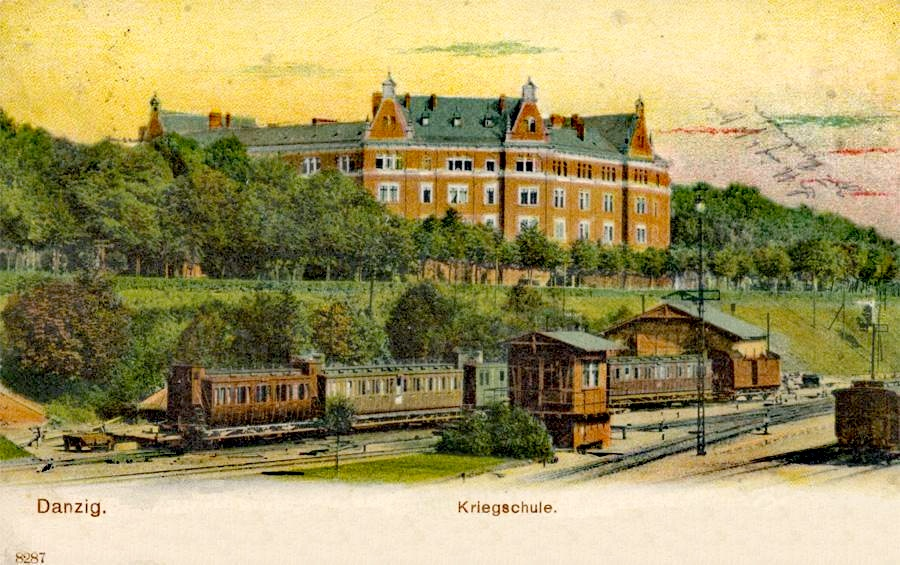
Kriegsschule Danzig

Friedrich war der Sohn des preußischen Oberstleutnants Georg Herrlein. Aus dem Kadettenkorps kommend trat er am 3. März 1910 als Fähnrich in das 3. Garde-Regiment zu Fuß der Preußischen Armee ein und avancierte nach dem Besuch der Kriegsschule in Danzig am 20. März 1911 mit Patent vom 24. Juni 1909 zum Leutnant.
Mit Ausbruch des Ersten Weltkriegs wurde er Bataillonsadjutant im 2. Garde-Reserve-Regiment, nahm am Einmarsch in das neutrale Belgien sowie der Einnahme von Namur teil und verlegte im Ende August 1914 an die Ostfront. Dort stieg er Ende November 1914 zum Regimentsadjutanten auf und wurde nach der Rückverlegung auf die Westfront Anfang August 1916 als Oberleutnant während der Schlacht an der Somme verwundet. Nach seinem Lazarettaufenthalt kehrte er zwei Monate später zu seinem Regiment an die Front zurück, war im Oktober 1916 Kompanieführer beim Rekruten-Depot der Garde-Reserve-Division. Von Mitte Januar bis Anfang Februar 1917 war Herrlein stellvertretender Führer des II. Bataillons und anschließend Adjutant der 2. Garde-Reserve-Infanterie-Brigade. Am 26. Februar 1917 verlieh ihm Kaiser Wilhelm II. das Ritterkreuz des Königlichen Hausordens von Hohenzollern mit Schwertern. Bei Kriegsende 1918 war er Hauptmann und Zweiter Generalstabsoffizier der 22. Infanterie-Division.
Anfang Januar 1919 war er als Kommandeur eines Freikorps an der Niederschlagung des Spartakusaufstands in Berlin beteiligt, danach an Kämpfen in Kurland. Im Herbst 1919 wurde Herrlein in die Reichswehr übernommen, wo er in Prenzlau, Potsdam, Ratzeburg, Lübeck, Bremen und Delmenhorst diente. Nach Beförderung zum Oberstleutnant am 1. Juli 1934 wurde er am 6. Oktober 1936 Kommandeur des Infanterie-Regiments 116 in Gießen. Die nächste Beförderung erfolgte am 1. Januar 1937 zum Oberst.
Mit Kriegsbeginn 1939 wurde Herrlein in Frankreich eingesetzt und dort am 1. Februar 1941 zum Generalmajor ernannt. Danach erhielt er am 28. März 1941 das Kommando über die 18. Infanterie-Division, mit der er ab 22. Juni 1941 zunächst in Ostpreußen und dann Richtung Moskau im Einsatz war. Wegen der Einnahme einer Eisenbahnbrücke bei Kirischi durch seine Division wurde ihm am 22. September 1941 das Ritterkreuz des Eisernen Kreuzes verliehen. Eine im Dezember 1941 aufgetretene Erkrankung Herrleins führte zu einem Abzug von der Front. Nach Genesung wurde er zunächst dem Generalstab des Oberbefehlshabers des Heeres zugewiesen und dort am 1. September 1942 zum Generalleutnant befördert. Nach Ernennung zum Kommandierenden General des LV. Armeekorps am 6. Oktober 1943 war Herrlein bis 5. Februar 1945 an der Ostfront. In dieser Zeit wurde er am 1. Februar 1944 noch zum General der Infanterie befördert. In den letzten Kriegsmonaten war er General zur besonderen Verwendung der Armeegruppe Süd im Westen, wo er am 18. April 1945 in Gefangenschaft geriet.
Nach Kriegsende war Herrlein bis 17. Mai 1948 in englischer Kriegsgefangenschaft, von wo er als unbelastet entlassen wurde.
Nach dem Ende des Zweiten Weltkriegs setzte Friedrich Herrlein sich intensiv für die deutsch-französische Versöhnung und Zusammenarbeit ein. Wegen seiner besonderen Art, „durch versöhnliches, menschliches Miteinander für die Erhaltung des Friedens einzutreten, damit die Gemeinschaft des deutschen und französischen Volkes auf einer soliden Basis des Vertrauens und der Achtung ein(en) Eckstein des europäischen Baues bilde“, wurde ihm 1969 die Ehrenplakette der französischen Stadt Chalon-sur-Saône verliehen.
Von Juli 1955 bis 1956 war Herrlein Mitglied des Personalgutachterausschusses für die neue Bundeswehr.
Politisch engagierte sich Herrlein in der Nachkriegszeit in der Deutschen Partei, für die er bei der Bundestagswahl 1957 erfolglos auf der hessischen Landesliste kandidierte.

## Auszeichnungen
- Eisernes Kreuz (1914) II. und I. Klasse
- Hanseatenkreuz Hamburg
- Österreichs Militärverdienstkreuz III. Klasse mit der Kriegsdekoration
- Verwundetenabzeichen (1918) in Schwarz
- Ritterkreuz des Eisernen Kreuzes am 21. September 1941[2]